# Бритва Оккама

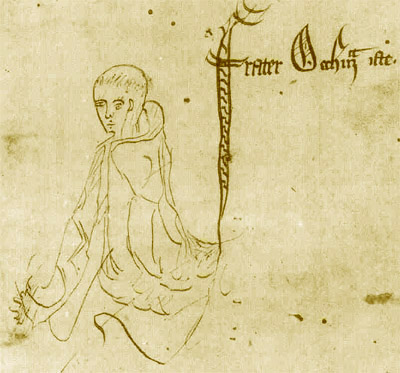
Изображение Уильяма из Оккама в рукописи Summa logicae

Бри́тва О́ккама (иногда ле́звие О́ккама) — методологический принцип, в кратком виде гласящий: «Не следует множить сущее без необходимости» (либо «Не следует привлекать новые сущности без крайней на то необходимости»).
Этот принцип получил название от имени английского монаха-францисканца, философа-номиналиста Уильяма из Оккама (англ. William of Ockham; лат. Gulielmus Occamus; фр. Guillaume d'Ockham ок. 1285—1347). Сам Уильям Оккам писал: «Что может быть сделано на основе меньшего числа [предположений], не следует делать, исходя из большего» и «Многообразие не следует предполагать без необходимости».
«Бритва Оккама» формирует базис методологического редукционизма, также называемый принципом бережливости, или законом экономии (лат. lex parsimoniae). Однако важно помнить, что бритва Оккама не аксиома, а презумпция, то есть она не запрещает более сложные объяснения в принципе, а лишь рекомендует порядок рассмотрения гипотез, который в большинстве случаев является наилучшим.
То, что сегодня называют «бритвой Оккама», не было создано Оккамом, если иметь в виду базовое содержание этого принципа. То, что в условиях Проторенессанса сформулировал Оккам, было известно, по крайней мере, со времён Аристотеля.

## Исторический экскурс
Столь известную и популярную среди учёных новейшего времени латинскую максиму «Entia non sunt multiplicanda praeter necessitatem» («Не следует множить сущности без необходимости») впервые назвал «Бритвой Оккама» профессор логики и метафизики эдинбургского университета Уильям Гамильтон, — в книге «Беседы о философии и литературе», опубликованной в 1852 году.
Термин был своего рода англицизацией латинского «Novaculum Nominalium» — «лезвие номинализма». В свою очередь, латинский термин был дословным переводом с французского остроумного выражения философа Этьена Кондильяка — «Rasoir des Nominaux», окрестившего таким образом это латинское выражение в труде «Истоки человеческого сознания», опубликованном в 1746 году. При дальнейшем расследовании оказывается, что к номинализму в собственном смысле слова максима относится весьма условно.
С номинализмом (но не с Оккамом) выражение впервые ассоциировал молодой тогда Готфрид Лейбниц, — по-своему истолковав труды своего учителя Готфрида Томазиуса, — в своей знаменитой диссертации, опубликованной в 1670 году. Из-за популярности диссертация Лейбница не раз переиздавалась, вместе с новым взглядом на номинализм незаметно распространяя и его новую «аксиому».
Однако ни один из значительных средневековых авторов (не только номиналистов) в данном виде аксиому не формулировал. Буквально, — именно в этом порядке слов, — в печатном виде она появилась впервые лишь в 1654 году в книге немецкого учёного Иоганна Клауберга «Логика. Старая и новая» («Logica vetus et nova», Groningen, 1654); ещё ранее, в 1639 году, близко к варианту Клауберга аксиому сформулировал учёный монах Джон Панч — преподаватель философии в римском францисканском колледже св. Исидора, родом ирландец, «человек малоизвестный, больших дарований и очень независимых взглядов». В комментариях к новому изданию работы Дунса Скотта «Opus Oxoniense» этот учёный писал, что выражение «non sunt multiplicanda entia sine necessitate», — это «общепринятая аксиома, часто встречающаяся у схоластов». И это — наиболее раннее выражение латинской максимы, известной впоследствии под названием «Бритва Оккама».
Спустя всего полвека после первого упоминания, в универсальной энциклопедии «Британника», термин «Бритва Оккама» отмечался уже как полноценный синоним термина «Закон экономии» («Law of parsimony»), формулирование которого приписывалось в энциклопедии Оккаму. Однако уже в 1918 году в популярном научном журнале «Mind», издававшемся в Канаде Йоркским университетом и посвящённом вопросам философии, была опубликована статья «Миф о бритве Оккама». Автор, после как минимум трёхлетних изысканий, пришёл к выводу, что выражение, известное как «бритва Оккама», Оккаму не принадлежит. Как, впрочем, и утверждение «Закона экономии», — обозначенного ещё Аристотелем в его «Физике», но «полностью и окончательно» описанного «величайшим из средневековых мыслителей», учителем Оккама — Дунсом Скоттом.
Типичный случай действия «Закона Стиглера», гласящего, что ни одно научное открытие не названо в честь своего первооткрывателя.
В позднейших энциклопедиях, словарях и в изданиях философского характера вместо первоначально дававшейся максимы «Entia non sunt multiplicanda praeter necessitatem» («Не следует множить сущности без необходимости»), не имеющей отношения к Оккаму, указывают две другие формулы, действительно встречающиеся в его трудах. Так, в по-современному тщательном издании Оккама на английском языке — «Ockham. Philosophical Writings. A Selection Edited and Translated by Philotheus Boehner» (New York, 1957), — знаток средневековой философии Филотеус Бёнер указал, что «бритва Оккама» часто подразумевается автором в неявной форме, но ясней и чаще всего выражается в формулах: «Pluralitas non est ponenda sine neccesitate» («Множество не следует утверждать без необходимости») и «Frustra fit per plura quod potest fieri per pauciora» («Излишне объяснять через многое то, что можно через меньшее»), встречающихся в разных местах его рассуждений. В одном из таких мест, для примера, Оккам говорит:

…множественность никогда не следует полагать без необходимости… [но] всё, что может быть объяснено из различия материй по ряду оснований, — это же может быть объяснено одинаково хорошо или даже лучше с помощью одного основания.
Максимы Оккама в его мнимой и действительной формах могут показаться сходными до неразличимости, но лишь на взгляд человека, далёкого от жарких споров теологов и философов. Так, ещё в 1915 году в том же журнале «Mind» с присущей журналу основательностью доказывалось, что «Бритва Оккама», взятая по Гамильтону, попросту не может быть изречением Оккама, поскольку противоречит всей его философии.
Сам Оккам, разумеется, ни о какой «бритве Оккама» не подозревал. И номиналистом себя не считал, поскольку номинализм был официально признан ересью ещё в 1092 году. Познакомившись с трудами Аристотеля, средневековые мыслители потратили много чернил, чтобы усвоить его наследие, согласовав его, насколько это возможно, с религией Откровения. Одним из спорных, «горячих», вопросов того времени был вопрос об «универсалиях», — имеют ли они свою сущность. Ответ на этот вопрос порождал массу новых вопросов, таких, к примеру, как «Был ли у Иисуса ангел?» или «Кто устроен сложнее, ангел или архангел?» — которые и стали, грубо говоря, основным содержанием разгоравшихся в Позднем средневековье и в Проторенессансе дискуссий.
Оккам, как следует из его осторожных максим, развивал отдельные интуиции Аристотеля, критикуя, как и он, «излишний» «мир идей», настаивая на существовании универсалий лишь в мышлении, но не в реальности, и опираясь при этом на сформулированный его учителем «Закон экономии». Его предшественники, кроме Дунса Скотта, известные комментаторы Аристотеля — Роберт Гроссетест (1175—1253) и Маймонид (1138—1204).
Однако следует помнить, что «Закон экономии», — это «действенное орудие против платонизма», — по Оккаму, применим только в сфере логики, которую он всеми силами своего ума старался отделить от онтологии.

В оригинале «принцип экономии» порождается, похоже, в непоколебимой уверенности, что само по себе совершенство должно быть простым. Это кажется метафизической основой, на которой мы стоим так же, как средневековье и античность. Как и тогда, многие из наших споров ведутся не об этом принципе, а о том, что считать необходимым и достаточным.
Оригинальный текст (англ.)The original principle seems to have been invoked within the context of a belief in the notion that perfection is simplicity itself. This seems to be a metaphysical bias which we share with the medievals and the ancient Greeks. For, like them, most of our disputes are not about this principle but about what counts as necessary.

## Современное понимание
В современной науке под бритвой Оккама обычно понимают общий принцип, утверждающий, что если существует несколько логически непротиворечивых объяснений какого-либо явления, объясняющих его одинаково хорошо, то следует, при прочих равных условиях, предпочитать самое простое из них. Содержание принципа можно свести к следующему: не надо без необходимости вводить новые законы, чтобы объяснить какое-то новое явление, если это явление можно исчерпывающе объяснить старыми законами.
Следует обратить внимание на употреблённые выше обороты «одинаково хорошо», «при прочих равных условиях» и «исчерпывающе»: бритва Оккама требует предпочесть простое объяснение только в том случае, если оно объясняет явление не менее точно, чем сложное, учитывая весь известный на текущий момент массив наблюдений, то есть если отсутствуют объективные основания для того, чтобы предпочесть более сложное объяснение простому.
Логически бритва Оккама базируется на принципе достаточного основания, введённом ещё Аристотелем, а в современном виде сформулированном Лейбницем: утверждать существование сущности, явления, связи, закономерности и т. п. можно лишь при наличии оснований, то есть фактов или логических выводов из фактов, подтверждающих это суждение. Рассматривая простое и сложное объяснения с точки зрения этого принципа, легко увидеть, что если простое объяснение является полным и исчерпывающим, то для введения в рассуждение дополнительных компонентов просто нет достаточных оснований. С другой стороны, если такие основания есть, значит простое объяснение уже не является полным и исчерпывающим (так как не охватывает эти основания), то есть условия для применения бритвы Оккама не выполняются.

## Значение термина «бритва»
В философии под термином «бритва» понимается инструмент, помогающий отбрасывать (сбривать) маловероятные, неправдоподобные объяснения. А так как инструментом для бритья является бритва, лезвие (англ. razor), то и на инструмент установления истины было перенесено то же название.
Примеры других «бритв»: Принцип фальсифицируемости Поппера, бритва Хэнлона, бритва Хитченса.

## Использование принципа в теории вероятностей и статистике
Одной из проблем оригинальной формулировки принципа является то, что он применим только к моделям с одинаковой описательной способностью (то есть предполагает выбор простейшей из моделей, одинаково хорошо объясняющих наблюдательные факты). Более общую форму бритвы можно получить из байесовского сравнения моделей. Этот метод позволяет выбрать модель, оптимальную с точки зрения и её сложности, и её мощности (описательной силы). Как правило, абсолютно точно данная задача не решается, но используются такие приближения, как информационный критерий Акаике, байесовский информационный критерий, вариационные байесовские методы, false discover rate и метод Лапласа.
В научных дисциплинах машинном обучении и искусственном интеллекте принцип Оккама используется в подходе Оккамово обучение, или в более общем виде в Free energy principle.

## Примеры
- Среди наиболее известных примеров применения этого принципа — ответ, который дал императору Наполеону создатель первой теории возникновения Солнечной системы математик и физик Лаплас. Наполеон спросил, почему слово «Бог», беспрерывно повторявшееся Лагранжем, в его сочинении не встречается вовсе, на что Лаплас ответил: «Это потому, что я в этой гипотезе не нуждался»[8].
- Когда ученики попросили Платона дать определение человека, философ сказал: «Человек есть животное на двух ногах, лишённое перьев». Услышав это, Диоген поймал петуха, ощипал его и, принеся в Академию, объявил: «Вот платоновский человек!» После чего Платон добавил к своему определению: «И с плоскими ногтями»[9].
- В этом смысле Альберт Эйнштейн так сформулировал принцип бритвы Оккама: «Всё следует упрощать до тех пор, пока это возможно, но не более того».